# Рейчел одружується
«Рейчел одружується» (часто «Рейчел виходить заміж», англ. Rachel Getting Married) — американська драма 2008 року режисера Джонатана Деммі з Енн Гетевей, Розмарі Девітт, Біллом Ірвіном і Деброю Вінгер у головних ролях. Прем'єра фільму відбулася 3 вересня 2008 року на 65-му Венеційському міжнародному кінофестивалі (Італія), 6 вересня фільм відкривав Міжнародний кінофестиваль у Торонто (Канада), а 3 жовтня вийшов в обмежений кінопрокат у США. Енн Гетевей була номінована на премію «Оскар» за найкращу жіночу роль.

## Акторський склад
| Актор           | Роль                       |
| --------------- | -------------------------- |
| Енн Гетевей     | Кім Бухман                 |
| Розмарі Девітт  | Рейчел Бухман              |
| Білл Ірвін      | Пол Бухман                 |
| Дебра Вінгер    | Еббі Бухман                |
| Тунде Адебімпе  | Сідні Вільямс              |
| Матер Зікель    | Кіран                      |
| Анна Дівер Сміт | Керол                      |
| Аніса Джордж    | Емми                       |
| Бо Сіа          | весільний генерал          |
| Таміра Грей     | подруга-співачка           |
| Себастіан Стен  | Волтер                     |
| Анналі Ешфорд   | продавець                  |
| Роджер Корман   | гість на весіллі           |
| Доріан Міссік   | гість на репетиції весілля |